# Serra Nevada (Espanha)

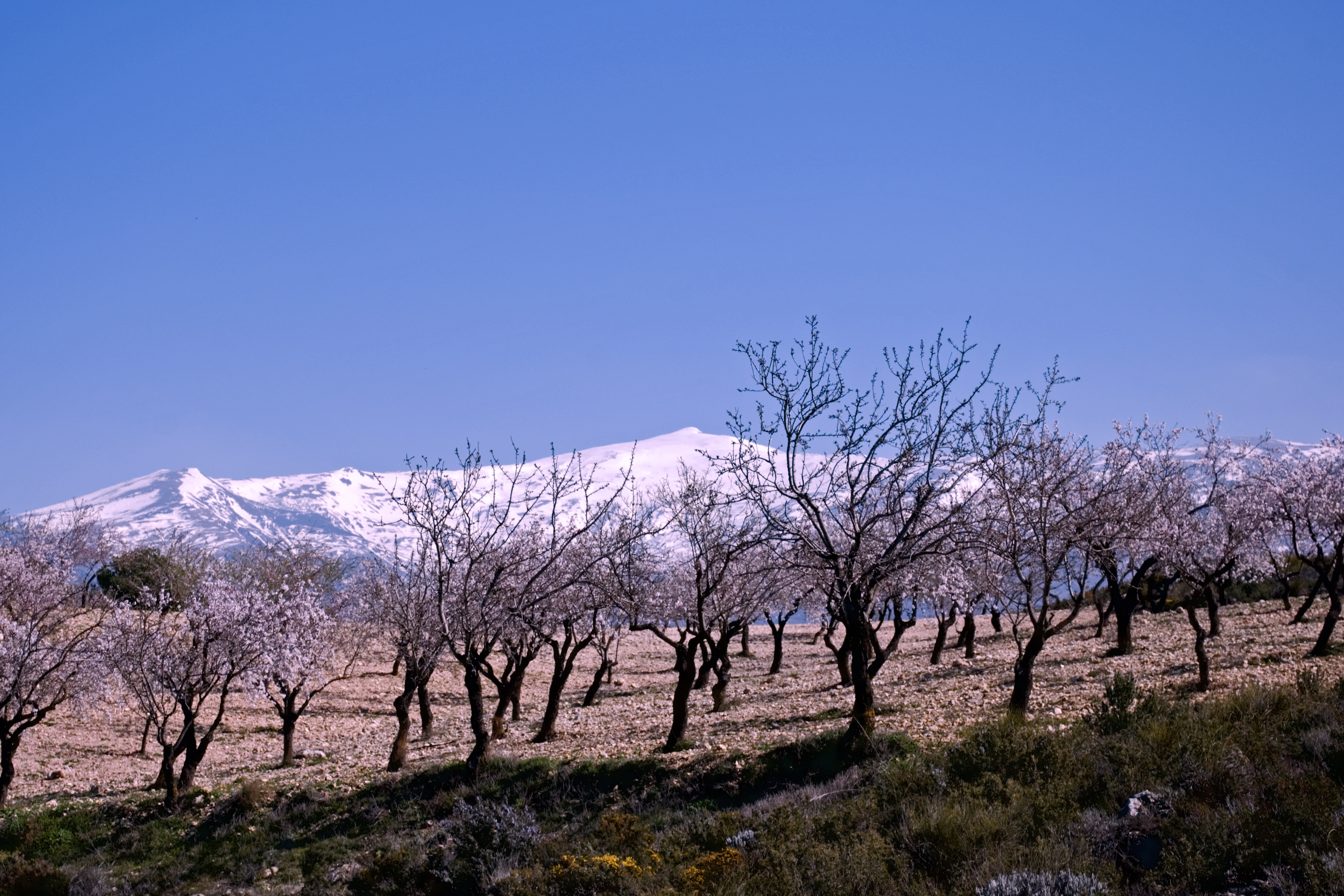
Vista de Sierra Nevada

A Serra Nevada (em castelhano: Sierra Nevada) é um maciço montanhoso situado na Andaluzia, Espanha, pertencente ao sistema Bético, concretamente à cordilheira Penibética, que se estende pela zona centro-sudeste da província de Granada e parte do sudoeste da província de Almeria. Em 1986 foi declarada Reserva da biosfera pela UNESCO e em 1999 grande parte do  território foi declarado parque nacional pelos seus valores botânicos, paisagísticos e naturais. É o maciço montanhoso de maior altitude da Europa depois do Cáucaso e dos Alpes,e o teto da Península Ibérica, sendo o topo o pico Mulhacén, de 3 482 m.
A Serra Nevada, juntamente com as Béticas formou-se durante a orogénese alpina na era terciária. Por causa do seu isolamento e altitude, desde o fim da Glaciação de Würm o maciço tornou-se refúgio de muitas plantas e endemismos impróprios das latitudes mediterrânicas em que se situa, contando-se, segundo fontes do Ministério Espanhol do Ambiente, 66 espécies vegetais vasculares endémicas e outras 80 espécies animais próprias do lugar.
Dentro do Parque Nacional encontra-se a estação de esqui mais meridional da Europa, que é a de maior altitude da Espanha.

## Situação e características

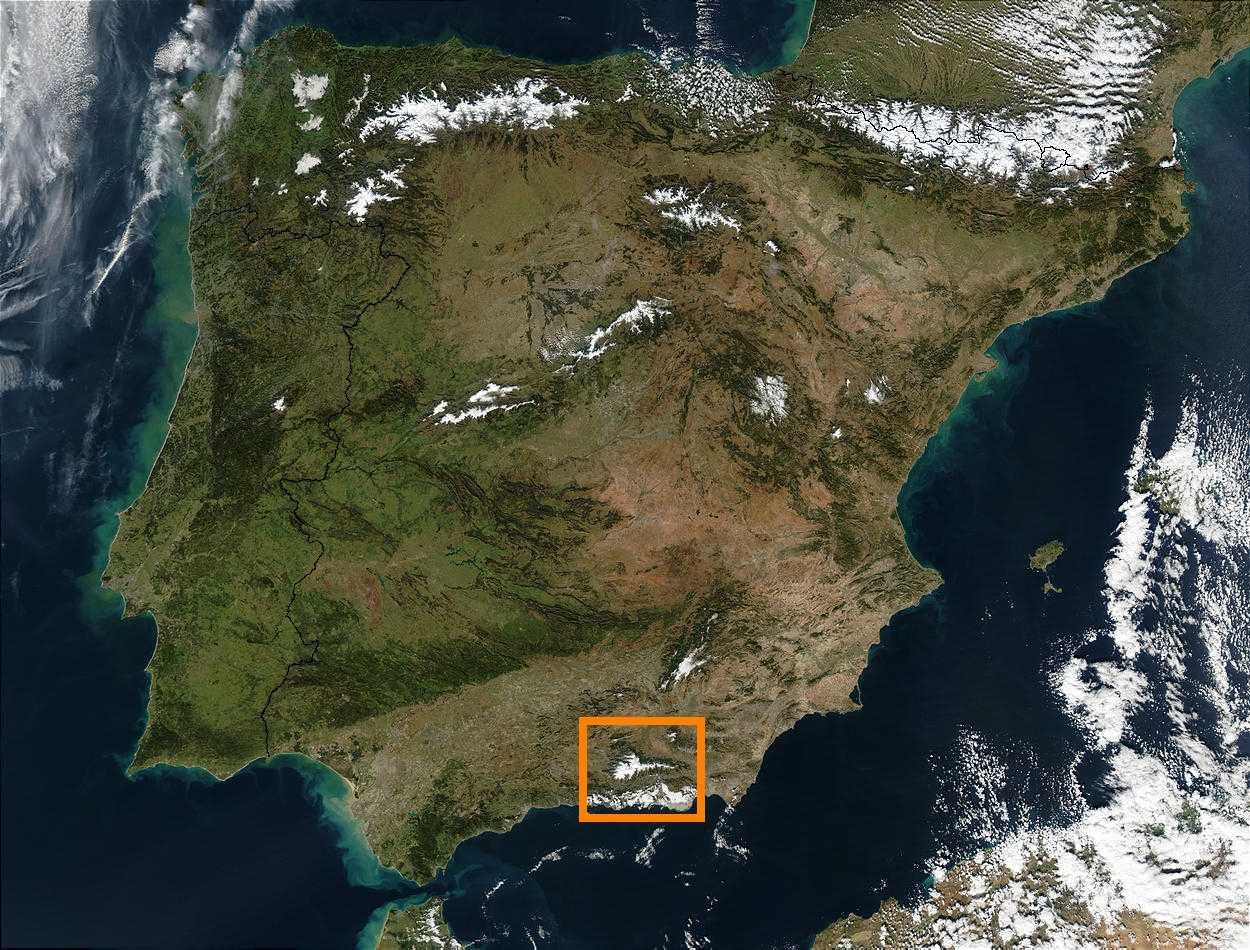
Localização da Serra Nevada na Península Ibérica

A Serra Nevada é uma cadeia montanhosa situada na cordilheira penibética, que se estende pela zona centro-sudeste da província de Granada e parte do sudoeste da província de Almeria, na L. Está isolada pelo vale do Lecrín a oeste, vale do Guadalfeo a sul, pela depressão Bética a norte, e pelo corredor do Gérgal a este. As coordenadas geográficas que a delimitam são: de 36º55' a 37º15' de latitude norte, e de 2º56' a 3º38' de longitude oeste. Tem um comprimento de quase 80 km, e a largura oscila entre os 15 e os 30 km, cobrindo mais de 2 000 km².
Na Serra Nevada encontram-se o pico Mulhacén, o mais alto da Península Ibérica com 3 480 m de altitude, assim como o pico Veleta, o terceiro em altitude com 3 392 m, após o Monte Aneto nos Pirenéus.
A encosta norte do maciço é o lugar de nascimento de múltiplos rios, situados quase todos na bacia do rio Guadalquivir; nascem rios como o Nacimiento (afluente do Andarax), o Fardes, o Genil, o mais importante de todos; nas encostas oeste e sul nascem rios pertencentes à vertente mediterrânica, como o Dúrcal, o Ízbor, o Trevélez e o Poqueira, afluentes do Guadalfeo, que também nasce na serra, e os rios Adra e Andarax, com os seus respectivos afluentes. Nesta mesma vertente encontram-se a maior parte das quase 50 lagoas de alta montanha existentes na Serra Nevada, muitas das quais dão lugar ao nascimento de rios.
Grande parte dos envolventes, sobretudo acima dos 2 400 metros (que corresponde ao limite das neves eternas até ao início do período do Holoceno) foi modelado pela antiga presença de glaciares, dando lugar a numerosas lagoas de alta montanha, especialmente na vertente sul do maciço, e vales em forma de "U".
A maior parte da extensão da Serra Nevada está dentro do Parque Nacional da Serra Nevada, ocupando um total de 86 210 hectares; outros 86 000 correspondem ao parque natural circundante. Dentro deste parque situa-se o Observatório da Serra Nevada, e a estação de esqui situada mais a sul da Europa, conhecida pelas suaves temperaturas e abundante número de horas de Sol.
O Observatório da Serra Nevada encontra-se na encosta norte, a 2 800 m de altitude. Em 1935 foi aberta uma estrada que conduzia ao cume do pico Veleta. A parte que levava ao cume foi encerrada ao trânsito em 1989. Era considerada a estrada mais alta da Europa.
O Parque Nacional de Serra Nevada representa um dos sistemas de média e alta montanha mediterrânea, com mais de 2000 espécies diferentes de vegetais. Uma fauna muito rica e com suas singularidades abarcam este ecossistema.

## História e origem do nome

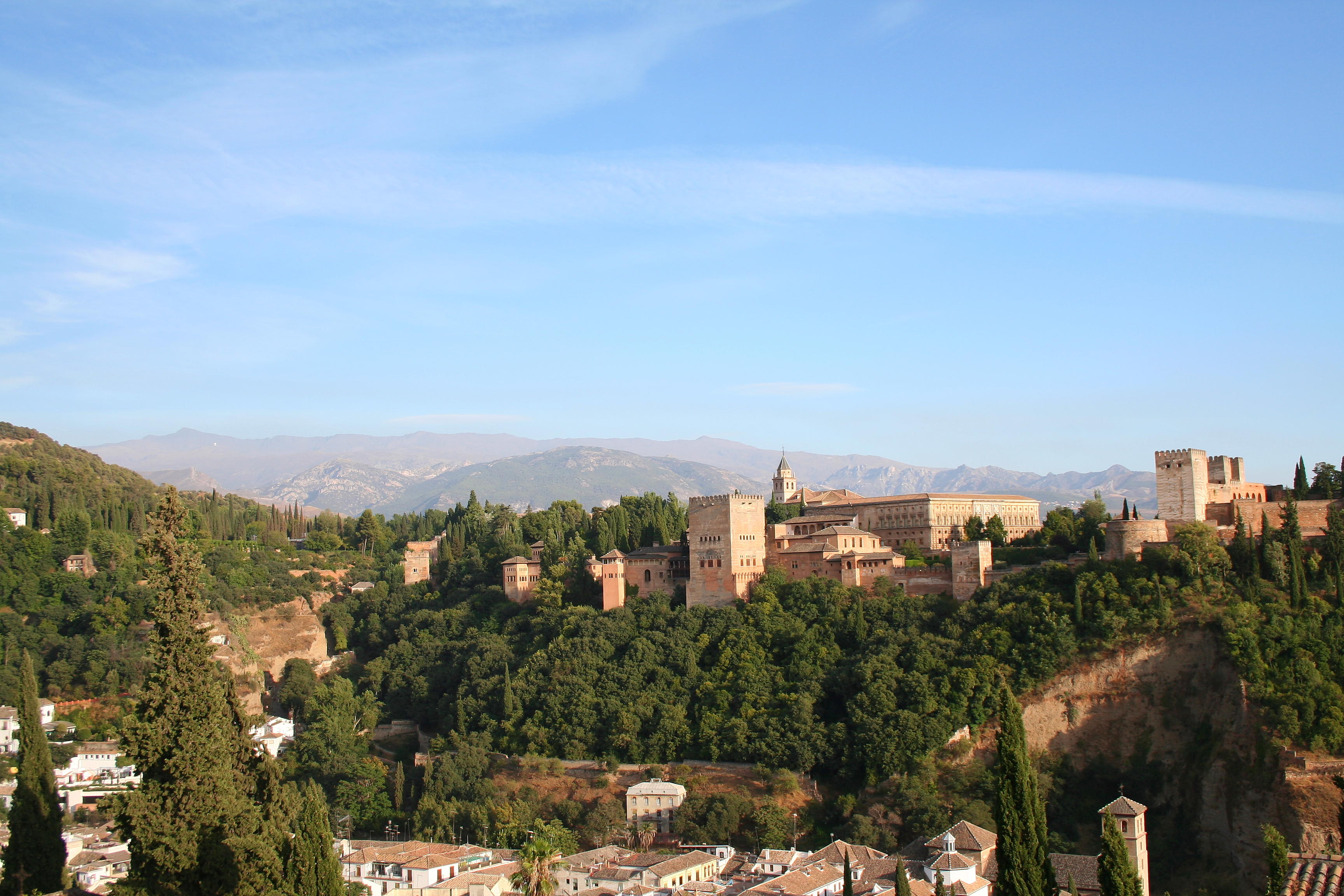
Vista da Serra Nevada e Alhambra a partir do Mirador de San Nicolás, Granada

Existem referências à Serra Nevada desde a Antiguidade.
Plínio, o Velho já mencionava no século I a existência do monte Solarius na zona fronteiriça entre as províncias romanas da Hispânia, a Bética e a Tarracones. Durante a época visigoda, Isidoro de Sevilha falou do monte Solorio, derivado de mont Oriens, monte no qual luz o sol antes do ocaso.
Durante o século XVI foi cenário da Rebelião das Alpujarras. Posteriormente, o século XVIII marcou o início de diversas expedições, em que, influídos pelo espírito do Iluminismo, começou-se a explorar sistematicamente a serra.
Serra Nevada recebeu o título de parque natural pelo Parlamento da Andaluzia em 1989, pelas suas singularidades de flora, fauna, etc. A Serra Nevada ocupa uma grande parte das províncias de Granada e Almeria. Em 1999 Serra Nevada foi agregada a Rede de Parques Nacionais da Espanha, com os seguintes objetivos:
- Proteger seus ecossistemas
- Assegurar a conservação e recuperação dos habitats e espécies ali presente.
- Contribuir com a proteção dos seus valores culturais.
- Promover desenvolvimento para a população dentro do território.
- Incorporar o Parque Natural de Serra Nevada no programa nacional e internacional de conservação da biodiversidade.

## Economia
Antes de ser descoberta como atração turística espanhola, a economia da Serra Nevada fundava-se sobre a agricultura e a pecuária. Favorecidos tanto pelo clima favorável e ensolarado, quanto pela água proveniente dos picos em degelo, as atividades agropecuárias representavam maioria na receita gerada pelos antigos habitantes desse local. Esses habitantes, situados normalmente na zona sul do maciço, viram-se com muita dificuldade em modernizar suas plantações, devido à orografia da zona. Além disso, no século XX, percebe-se uma intensa imigração de agricultores alpujarreños para as minas da região de Murcia e Xaém.  Sem embargo, o desenvolvimento dos meios de transporte e comunicação, o cenário favorável a esportes de inverno - que por sua vez entraram em moda – favoreceram a criação dos alicerces necessários para a transformação de Serra Nevada em um importante ponto turístico espanhol.
Essa mudança configurou a paisagem e a preencheu com estações de esqui, hotéis e refúgios turísticos, gerando uma reviravolta na direção econômica de Serra Nevada. Foram trocadas as enxadas pelas recepções de hotéis, pelos guias turísticos, etc. Além disso, foram construídas casas de diversos valores para atender a crescente demanda de turistas, que atualmente se encontram com valores de em média 2 000 € por m².
Vale lembrar que além de diversas estações de inverno, Serra Nevada abriga um conjunto de vilarejos denominados de Las Alpujarras, que se destacam por receber um público interessado tanto em sua história como em sua tradição.

## Clima
Serra Nevada tem uma temperatura máxima de 20 °C durante os meses de julho e agosto. O mínimo durante esta temporada são os 11 °C ou 12 °C. No outono e na primavera, as temperaturas são mais amenas assim como no inverno, oscilando em torno de -4 °C no mínimo e um máximo de 3 °C. No inverno, no pico da Serra Nevada, pode fazer pouco acima de 0 °C e uma mínima pode chegar a -10 °C.
A temperatura média anual da Serra Nevada é de 4 °C, com fevereiro mais frio, com uma média de -5 °C, e julho, o mais quente, com temperatura média de 17 °C.

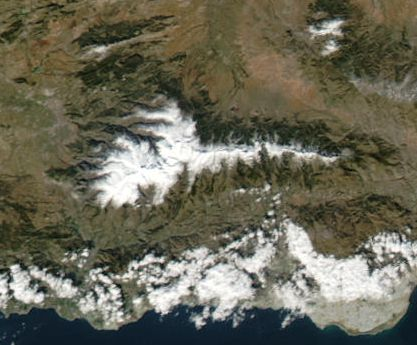
Imagem de satélite da Serra Nevada. A cadeia montanhosa é visível no centro; sob esta são visíveis nuvens causadas por vento de direcção sudeste

A Serra Nevada é um exemplo bem representativo dos ecossistemas mediterrâneos com altas montanhas. Podem identificar-se zonas de relativa aridez (por causa da orientação oeste-este, e os ventos predominantes do oeste) e a forte insolação da zona mediterrânica em que se situa. As condições que determinam a enorme diversidade climática na Sierra Nevada são as suas importantíssimas amplitudes em altitude, a baixa latitude, e a complexa topografia do terreno.
O intervalo de altitude determina o aumento da insolação conforme se sobe e provoca oscilações térmicas de grande importância: Em Trevélez (1500 m de altitude), a temperatura média anual oscila entre os 16 e 12 °C; dos 1500 m até ao Puerto da Ragua (2000 m), entre 12 e 8 °C; entre os 2000 m e o albergue juvenil de Pradollano (2500 m), entre 8 e 4 °C, e a partir dos 3.000 m normalmente estarão por volta dos 0 °C ou ligeiramente abaixo. A vertente norte é mais fria que a sul pela menor insolação e maior exposição aos ventos do norte.
A posição meridional e a presença na zona de influência mediterrânica provoca a sua relativa aridez; no Verão (de Maio a Outubro) a pluviosidade é mínima, enquanto que no Inverno a chuva é quase sempre em forma de neve a partir de certa altitude (2 000 metros aproximadamente). Os ventos ajudam a determinar um máximo no Outono na vertente sul (ventos de sudoeste) e outro máximo de Primavera na vertente norte, de maior influência norte-atlântica (com ventos de direcção norte e noroeste).
Além disso existem as peculiares condições microclimáticas que se criam em cada um dos vales, rios e barrancos, em que a insolação é determinante.
A Serra Nevada é uma estância de esqui com um período de tempo relativamente curto, que costuma abrir portas em dezembro e continua aberta geralmente até ao fim de abril.
| 1975-1989         | Jan  | Fev  | Mar  | Abr  | Mai  | Jun  | Jul  | Ago  | Set  | Out  | Nov  | Dez  | média anual |
| ----------------- | ---- | ---- | ---- | ---- | ---- | ---- | ---- | ---- | ---- | ---- | ---- | ---- | ----------- |
| Temp. máxima (°C) | 0,3  | -0,9 | 0,6  | 3,2  | 4,6  | 14,2 | 21,6 | 19,8 | 14,2 | 10,4 | 3,5  | 2,6  | 7,8         |
| Temp. mínima (°C) | -6,1 | -7,9 | -7,5 | -4,3 | -2,9 | 5,6  | 11,9 | 10,6 | 5,7  | 2,2  | -3,3 | -4,0 | 0,0         |
| Temp. média (°C)  | -2,9 | -4,4 | -3,4 | -0,6 | 0,9  | 9,9  | 16,6 | 15,2 | 9,9  | 6,3  | 0,1  | -0,7 | 3,9         |
| Precipitação (mm) | 86,7 | 91,2 | 78,8 | 53,8 | 53,6 | 29,7 | 6,1  | 11,7 | 33,7 | 69,0 | 85,2 | 93,1 | 692         |

## Flora

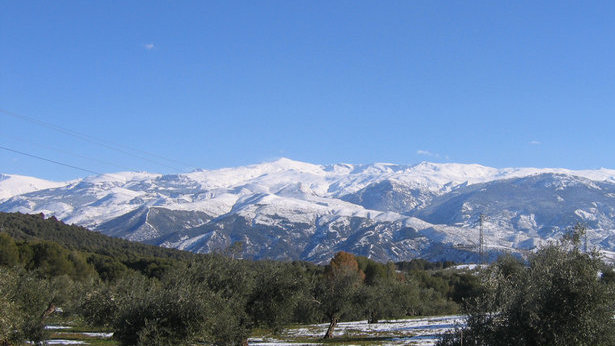
Vista de Serra Nevada

Após o final da última glaciação, a peculiar situação da Serra Nevada permitiu que esta se convertesse em refúgio de uma grande quantidade de endemismos e espécies nórdicas impróprias a latitudes médias. Conhecem-se 66 espécies vegetais vasculares endémicas, o que representa a maior biodiversidade de toda a Península Ibérica e uma das maiores da Europa. No total o número de plantas superiores é cerca de 2.100 o que representa a quarta parte de todas as espécies conhecidas em Espanha e a quinta parte da Europa. O parque nacional de Serra Nevada é protegido pelo Jardim Botânico de La Cortijuela.

### Causa da biodiversidade
O clima da Europa esfriou muito, o que fez com que as espécies vegetais e animais fossem para o sul, ocupando as  partes altas da Península Ibérica.  O período holoceno marcou a aumento das temperaturas, as espécies que haviam migrado para o sul encontraram refugio na Serra Nevada, com o passar do tempo as especies se adaptaram as características ambientais e climáticas.

### Vegetação de alta montanha
A partir dos 1900 m e aproximadamente até aos 2700 m desenvolve-se o solo oromediterrânico. É a partir desta franja de altitudes que aparece a maioria das espécies que convertem a Serra Nevada num paraíso botânico.
Neste nível há pinhais extensos. A vegetação é formada por espécies de porte arbóreo e arbustivo (pinheiro silvestre (Pinus sylvestris), junípero (Juniperus sabina, J. communis subsp. hemisphaerica, Prunus ramburii) e um matorral pulvinular (Vella spinosa, Erinacea anthyllis, Bupleurum spinosum).

### Vegetação dos cumes

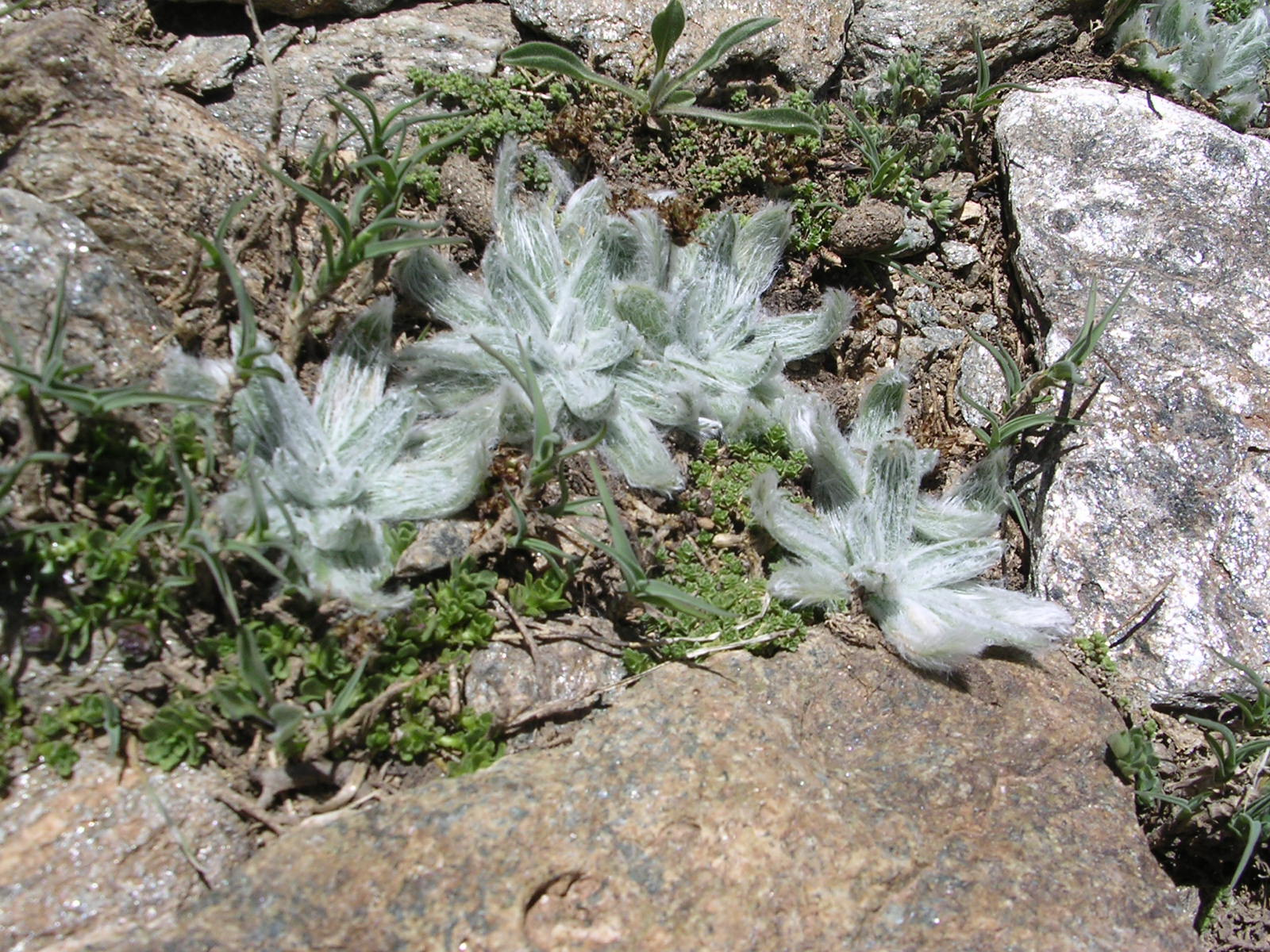
Estrela das neves (Plantago nivalis)

O solo crioromediterrânico desenvolve-se a partir dos 2.600 a 2.800 m. As condições climáticas de forte insolação, temperaturas extremas, fortes ventos, seca própria das latitudes mediterrânicas e a presença de neve mais de oito meses por ano impedem o desenvolvimento de espécies lenhosas. Neste cenário proliferam os borreguiles (nome que recebem em Granada as pastagens de alta montanha). Este tipo de vegetação (que também em parte se desenvolve nos locais mais altos do piso oromediterrânico) apresenta certas semelhanças com a tundra ártica, sendo o cervum (Nardus stricta) a planta mais representativa, e um elevadíssimo número de endemismos.

### Vegetação ripícola
Dependendo da zona, em áreas de rochas carbonatadas (caliças, por exemplo), a vegetação de rio está formada principalmente por olmo (Ulmus minor), choupo (Populus alba) e salgueiro Salix spp.. Sobre solos ácidos instalam-se alísedas (Alnus glutinosa), salgueiros (Salix atrocinerea) e fraxinus (Fraxinus angustifolia). A degradação da vegetação ripícola (de rio) na Serra Nevada é infelizmente notável, sendo bastante difícil encontrar bosques fluviais em bom estado de conservação hoje em dia.

### Recuperação de áreas com flora ameaçada
Serra Nevada é um refúgio excepcional para a flora e biodiversidade do continente europeu, devido as suas condições históricas, seu ponto geográfico, a diversidade de nichos ecológicos. Apresenta mais de 2100 espécies sendo que 116 delas estão ameaçadas de extinção.

## Fauna
A fauna da Serra Nevada sempre foi de difícil estudo, existindo um número bastante baixo de referências zoológicas. A espécie icónica é uma cabra montês (Capra pyrenaica), que pasta na alta montanha. O Ministério Espanhol do Ambiente classificou 80 espécies animais endémicas. Existem diversas espécies de animais invertebrados raros entre os quais mais de 20 espécies de mariposas e numerosas espécies de pequenas aves, e um importante número de aves de rapina.
Pode-se clasificar por biótipos:

### Fauna nival
Existem algumas espécies que vivem em altitudes elevadas, esta é uma característica típica da fauna da Serra Nevada, em comparação com outras montanhas europeias.

### Rochedos e falésias
• Aves: pombo selvagem (Columba livia), Andorinha-real (Apus melba), Chasco ( Chasco-preto), Pardal (Petronia Petronia). Rapina: Peneireiro-vulgar (Falco tinnunculus), e alguns tipos de águias: Águia de Bonelli, águia chrysaetos e corujas (Bubo bubo e Athene noctua)
• Mamíferos:Cabra Montesa, doninha (Mustela nivalis), marta (Martes foina), Ratão da neve (quercinus Eliomys), raposa (Vulpes vulpes), algumas espécies de morcegos.
• Répteis: víbora de nariz arrebitado (Vipera latasti), cobra de escada (Elaphe scalaris), lagarto Ocellated (L. lepida spp. Nevadensis), lagarto Ibérico (Podarcis hispanica).
• Anfíbios: sapo-parteiro (Alytes obstetricans), sapo moteado (Pelodytes punctatus).

### Fauna de vegetação rasteira
•Mamíferos: ratazana (duodecimostatus Pitymys), Ratão (quercinus Eliomys),  lebre (Lepus), coelho (Oryctolagus cuniculus), rato de campo (dublado sylvaticus), raposa (Vulpes vulpes), doninha (Mustela nivalis) .
• Aves: Linnet (Acanthis cannabina), Pintarroxo (Carduelis carduelis), Verdilhão (spinus C.), Chamariz (Serinus Serinus), Bunting (Emberiza calandra), pardal (Passer hispaniolensis) , tordo de canção (Turdus philomelos), Fieldfare (pilaris T.), Thrush (viscivorus T.), perdiz (Alectoris rufa), codorna (Coturnix coturnix), Cartaxo (Saxicola torquata), felosa de Dartford (UNdata Sylvia), Whitethroat (S. communis), Toutinegra-de-óculos (conspieiata S.), Toutinegra-carrasqueira (cantillans S.), Tawny Pipit (Anthus campestris), Poupa (Upupa epops), pássaro-preto (T. merula), abelharucos (Merops apiaster), Chasco (Leucura Oenanthe, oenanthe O., O. hispanica) alzacola (galactotes Cercotrichas), Alauda (Woodlark), Lark Crested (Crested Lark), coruja (Athene noctua).
• Répteis: víbora-de-nariz-arrebitado (Vipera latasti), serpente-montpellier  (monspesulanus M.), cobra-de-erradura (Coluber), lagarto-ocelado (L. lepida spp. Nevadensis) , lagarto-de-pés-espinhosos (erythurus Acanthodactylus), lagarto-ibérico (Podarcis hispanica), lagarto-cinzento (hispanicus Psammodromus).
• Anfíbios: sapo (Bufo calamita e Cultripes pelobates), sapo-moteado (Pelodytes punctatus).
• Aracnídeos: Escorpião (Occitanus buthus).

### Animais de bosque
Embora existam na região três tipos de floresta, geralmente as espécies são comuns entre elas:
• Aves: pica-pau (Picus viridis), trepadeira-comum (brachydactyla Certhia), bisbis (ignicapillus Regulus), tentilhão (Fringilla coelebs), garganta-branca (S. communis), toutinegra-de-jardim (borin S.), pomba (Streptopelia turtur), pombo-torcaz (Columba palumbus), oriole, cuco (Cuculus canorus), poupa (Upupa epops), noitibó (Caprimulgus europaeus), Pintassilgo (Carduelis spinus), verdilhão-serrano (Serinus citrinella), melro (Turdus merula), tentilhão (Fringilla montefringilla), Crossbill (curvirostra Loxia).
• Aves de rapina: açor (Accipiter gentilis), gavião (A. nisus), águia, urubu (Buteo buteo), bufo-real (Bubo bubo), coruja (Otus scops).
• Mamíferos: javali (Sus scrofa), gato selvagem (Felis silvestris), raposa (Vulpes vulpes), doninha (Mustela nivalis), marta (Martes foina), geneta (Genetta Genetta), toupeira (Talpa europaea), musaranho-pigmeu, texugo (Meles Taxus), esquilo (Sciurus vulgaris), diversas espécies de morcegos.
• Répteis: lagarto-cinderela (hispanicus Psammodromus), lagarto-ocelado (L. lepida ssp. Nevadensis), cobra-de-escada (Elaphe scalaris), cobra-de-capuz (Macroprotodon cucullatus).
• Anfíbios: salamandra (Salamandra salamandra), sapo (Bufo bufo), sapo-corredor (B. calamita).

## Geologia
A Serra Nevada, conjuntamente com as Béticas e todas as cordilheiras junto ao mar Mediterrâneo, formou-se durante a orogénese Alpina do Terciário no sul da Europa, com sedimentos da era Primária e Secundária: grãos de quartzo e óxidos de ferro, fundamentalmente. A acumulação de uma espessa capa de materiais no fundo de um sinclinal, coberto pelas águas do mar de Tétis há mais de 200 milhões de anos, de entre 3 000 e 4 000 m, e submetidos a enormes pressões das profundidades, transformaram as rochas sedimentares.
Posteriormente, na segunda metade da era Terciária, no Plioceno, começa o levantamento dos materiais já de antigas orogéneses e vai emergindo pouco a pouco das águas, tal como a formação alpina que, iniciando-se a pressão no sul, foi deslocando-se para norte, em direcção à meseta castelhana, que actuou como barreira ao seu avanço.
Posteriormente, chegou-se a um ponto no qual o levantamento e rebaixamento chegou a um limite e os materiais deslizaram uns sobre os outros, formando-se uma série de falhas.
O núcleo de Serra Nevada é formado por materiais da era paleozóica, principalmente ardósia micácea, de pouca dureza.

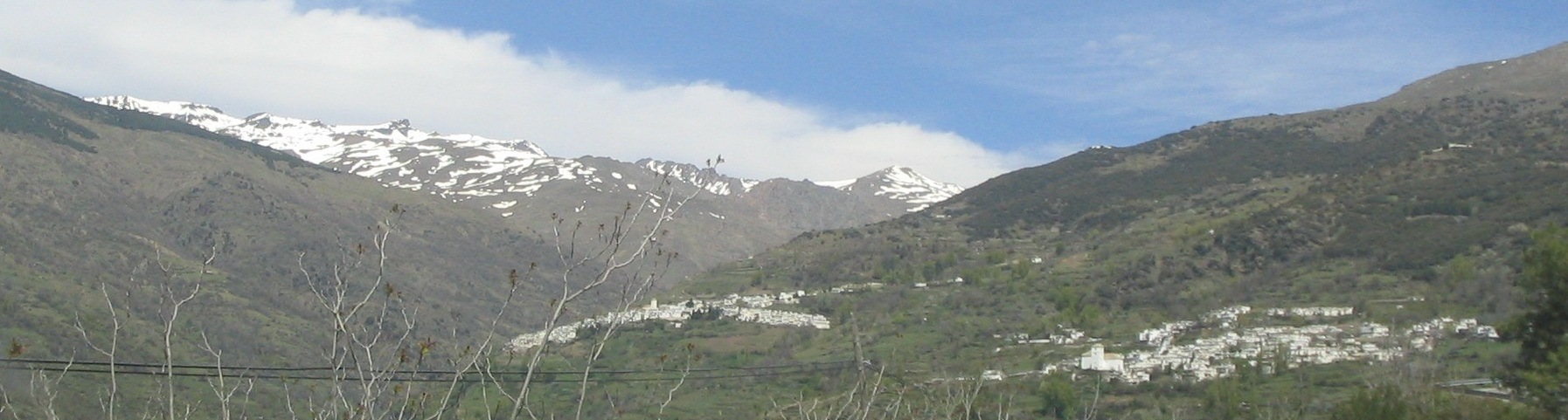
Vertentes sul da Serra Nevada, com as localidades das Alpujarras (Capileira e Bubión). É visível a relativa suavidade da vertente apesar de alcançar os em poucos quilómetros

## Turismo

### Zonas altas

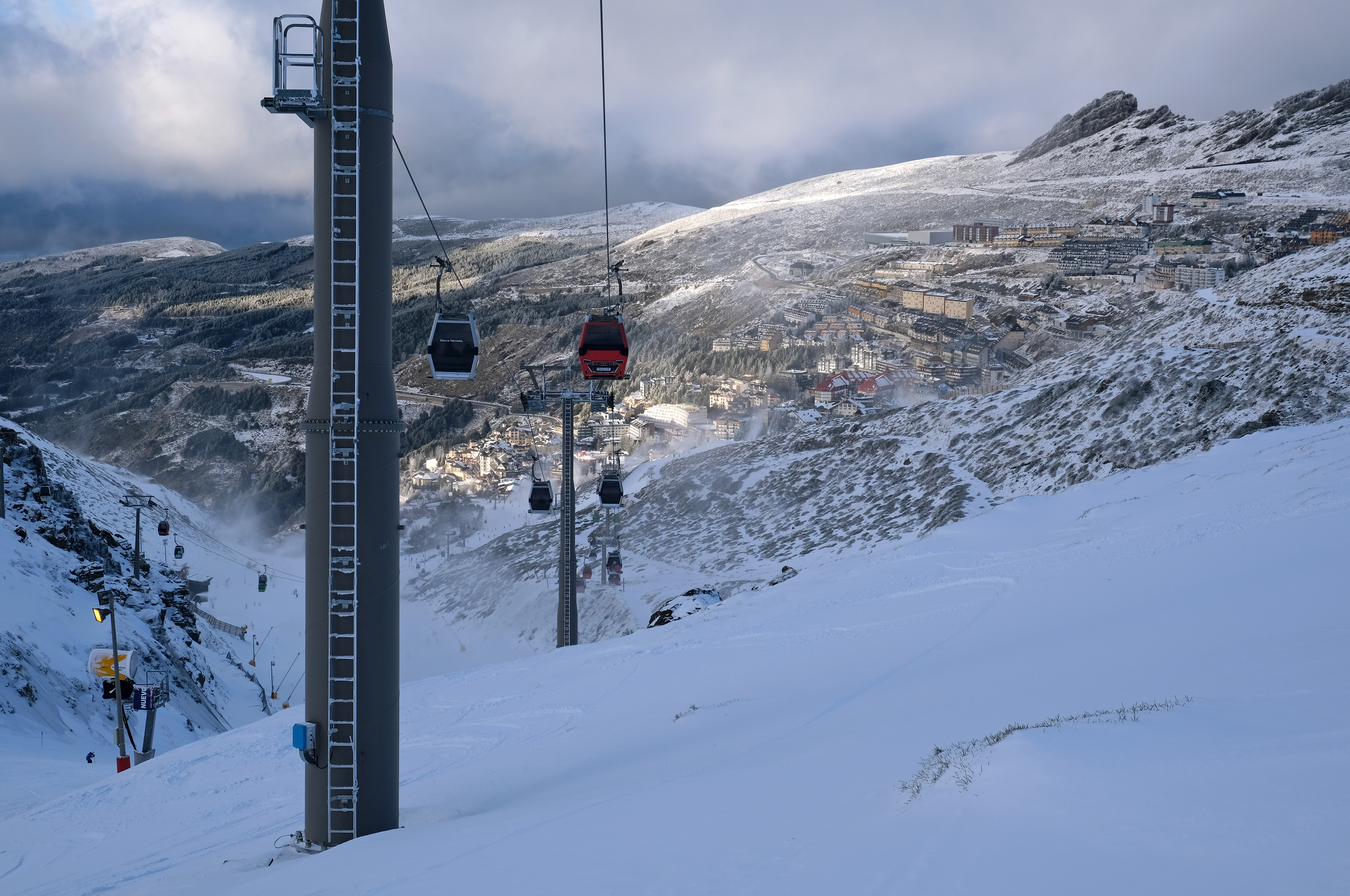
Pradollano

A Serra Nevada é o local ideal para quem adora praticar esportes de inverno, desde de inciantes a profissionais. O esqui e o snowboard são muito famosos, na Serra Nevada, pelos altos picos. Pode-se alugar todo o equipamento necessário para a prática do esporte e existem escolas a disposição, para eventuais necessidades. O esqui e o snowboard são permitidos pela noite nas épocas de férias e fins-de-semana, em dias estabelecidos pelas estações. Outros passeios que podem ser feitos é um passeio através da floresta, com rios de água natural das neves, e uma escalada pelas rochas da montanha. Na Serra Nevada acontecem alguns campeonatos que aumentam a fama e a procura pelo local. Muito famosa pelas suas estações de esqui, fundadas em 1996, vem aumentando a cada ano. A melhor estação de esqui do sul da Europa se localiza na Serra Nevada. Serra Nevada está privilegiada pela sua situação geográfica garante vários dias de sol no inverno.
Turistas também podem aproveitar a agitada vida noturna de Serra Nevada, composta por pubs, bares e restaurantes. Os hotéis na Serra Nevada são muito conhecidos pelo baixo preço e o ótimo serviço.

### Zonas baixas
Há também quem prefira explorar as zonas mais baixas de Serra Nevada, onde encontra-se uma comarca chamada Las Alpujarras. Rica tanto em cultura (influenciada pela presença de árabes muçulmanos até o século XVII) como em história, Las Alpujarras representa um destino muito interessante a aqueles que desejam aproveitar não apenas a agitação e o frio das zonas mais altas, como também a paz e o calor das zonas mais baixas.

## Cultura local
Serra Nevada não abriga somente uma grande variedade de animais e plantas, senão de também cultura e diversidade.

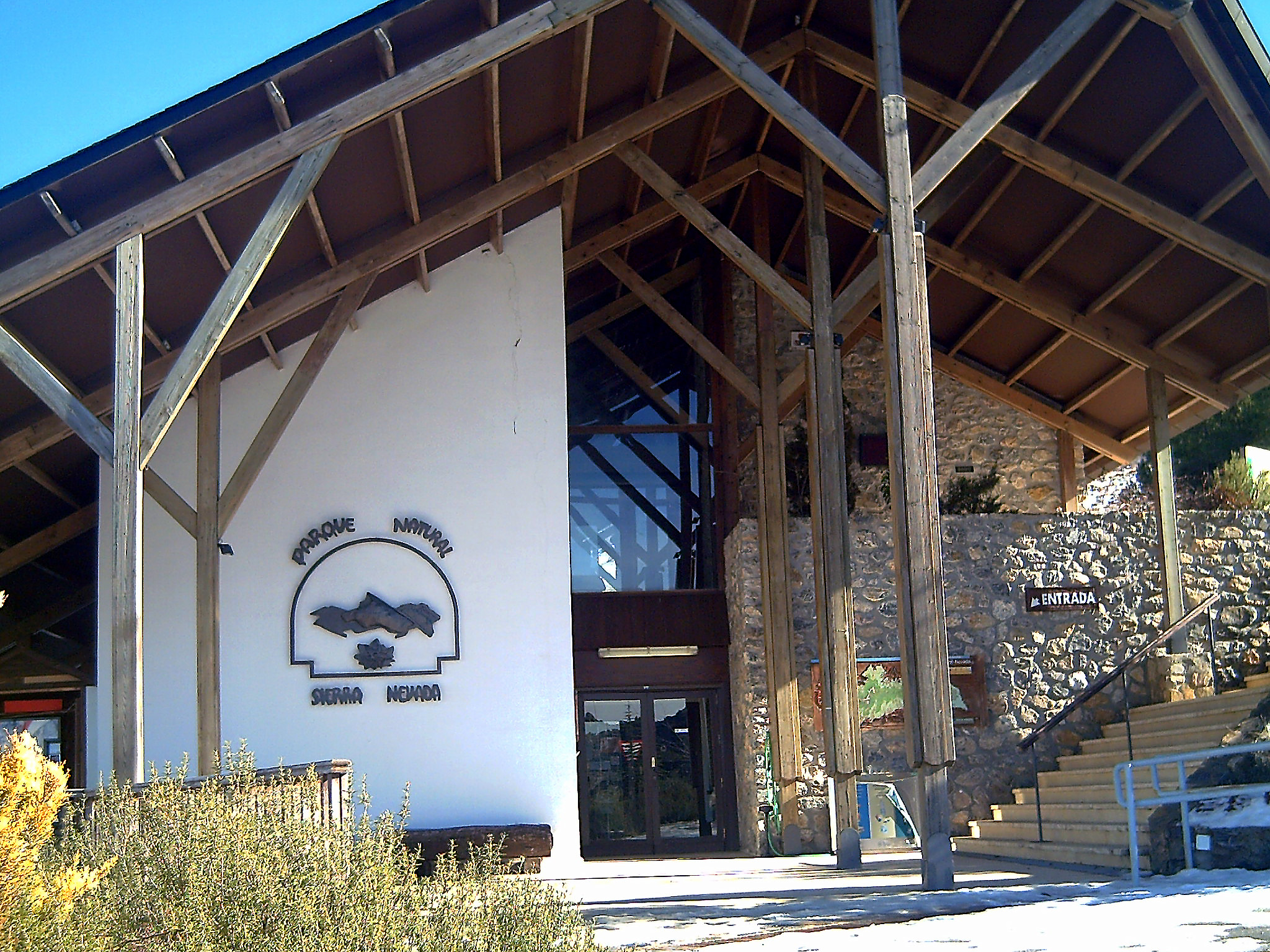
Parque Natural de Serra Nevada

### Mitos e lendas
Laguna de Vacares
Onde hoje se encontra a Laguna de Vacares, em um tempo longínquo existia um soberbo jardim que frequentemente era visitado por uma esplêndida princesa  e seu amante. Um influente príncipe mouro também a amava, sem ter a mesma sorte de seu rival. Certo dia, cansado de ser rejeitado e cegado pela inveja, quis vingar-se, decidindo assim matar o escolhido pela princesa. Uma noite, enquanto os amantes estavam juntos, conseguiu sua vingança, cortando a cabeça do jovem rival que, em seguida, transformou-se em uma pedra negra ainda visível hoje sobre umas das margens da laguna. Ante esta visão, a princesa subiu em uma pedra e começou a lamentar-se. Seu choro encheu o jardim com lágrimas, inundando-o por completo. Depois disso, ela também se converteu em uma pedra.
Diz a lenda que, em algumas ocasiões, é possível escutar terríveis gemidos procedentes do fundo da laguna, proferidos pelo mouro.
A Escova do Diabo
Em tempos antigos, havia em castelo nas Alpujarras no qual vivia um homem rico e sua filha, a quem o pai mantinha como se fosse um tesouro precioso. Quando ela completou 20 anos, foi prometida em casamento a um senhor da região que possuía riqueza e poder, mas tão despótico e brutal como seu pai. Ao receber a notícia, a jovem, que estava apaixonada por um pastor da terra, tomou a decisão de escapar com seu amado mesmo sabendo que não havia esperança, pois tal decisão colocaria em risco a própria vida. Chegou a noite, e o pastor saiu em busca de sua amada. Ao longo do caminho, um homem que afirmava ser o diabo ofereceu sua ajuda, proporcionando-lhes uma vassoura capaz de varrer a neve. Vassoura na mão, os jovens fugiram até chegar ao pico próximo a Alcazaba, um lugar onde a vassoura começou a varrer sozinha, provocando uma avalanche. A escova ficou ali esquecida e continua varrendo a neve, causando enormes avalanches.
A Tumba do Rei Muley Hacen
Contam que quando o rei Muley Hacen foi destronado por seu filho Boadbil, retirou-se do mundo refugiando-se na cidade de Mondujar. Ali, longe de todos, passou seus últimos dias com a companhia de Zoraya e as crianças nascidas com ela. O velho rei vivia amargo, sempre trancado na torre mais alta da fortaleza olhando sem descanso os altos e distantes picos de Xolair – que mais tarde seriam chamados de Serra Nevada. Escutando historias sobre a montanha -contadas por Zoraya - ele concebeu o desejo de ser enterrado la, longe dos homens, com a única companhia do céu infinito. E assim, sentindo que seu fim estava próximo pediu para ser enterrado ali, onde ninguém jamais perturbaria a paz de seu espírito. A lenda diz que Zoraya cumpriu esse desejo, enterrando-o na parte mais alta da serra, entre a neve eterna onde reina o silencio.

### El Trovo
O Trovo é uma manifestação musical e poética muito presente no cotidiano de Serra Nevada. Considerado como a manifestação cultural mais importante da região, o Trovo tem suas raízes na comarca de Las Alpujarras com a chegada de árabes, que segundo estudos, já praticavam algumas atividades de improviso em sua terra natal.
Apesar da expulsão dos mouros ter destruído parte da cultura árabe existente na Espanha, o Trovo conseguiu sobreviver em sua comarca natal, espalhando-se para províncias próximas como Murcia e Almería.
Trovo Cantao
Acompanhado de instrumentos musicais de corda, o Trovo Cantao é formado por um trovador e uma banda. O trovador recita versos poéticos improvisados, gerando uma espécie de música, que deve ser seguida pelo próximo grupo.
Trovo Hablao
Normalmente realizado em pequenas reuniões ou confraternizações mais simples, o Trovo Hablao dispensa o uso de instrumentos. Funciona da mesma maneira que o Trovo Cantao, sendo também muito utilizado como forma de descanso após a prática do Trovo Cantao.